# Santa Fe (kommunhuvudort)
Santa Fe är en ort i Spanien. Den ligger i provinsen Provincia de Granada och regionen Andalusien, i den södra delen av landet, 400 km söder om huvudstaden Madrid. Santa Fe ligger 582 meter över havet och antalet invånare är 15 430.
Terrängen runt Santa Fe är platt åt nordost, men åt sydväst är den kuperad. Runt Santa Fe är det mycket tätbefolkat, med 1 056 invånare per kvadratkilometer. Närmaste större samhälle är Granada, 9,9 km öster om Santa Fe. Trakten runt Santa Fe består till största delen av jordbruksmark.